# René Laloux
René Laloux   (15è districte de París, 13 de juliol de 1929 - Angulema, 15 de març de 2004) fou un animador i director de cinema francès.
Va estudiar pintura en una escola d'art. Després de treballar durant un temps en publicitat, va trobar una feina en una institució psiquiàtrica, on va començar a experimentar amb l'animació amb els interns. Va ser en aquesta institució on va fer Les dents du singe, amb la col·laboració de l'estudi de Paul Grimault, i utilitzant un guió escrit pels interns de Cour Cheverny.
Un altre col·laborador important va ser Roland Topor, amb el qual va crear Les temps morts (1964), Les escargots (1965) i el seu treball més conegut, Planète sauvage (1973).
Laloux també va treballar amb Jean Giraud, conegut com a Moebius, per crear la pel·lícula Els amos del temps (Les maîtres du temps, 1981). Més endavant, l'any 1988, va crear Gandahar.
René Laloux va morir d'un atac de cor el 14 de març de 2004 a Angulema, França.

## Filmografia
Llargmetratges
- El planeta fantàstic (1973).[4]
- Els amos del temps (Les maîtres du temps) (1981).
- Gandahar (1987).

Curtmetratges
- Tic-tac (1957) (no animat).
- Les achalunés (1958) (no animat).
- Les dents du singe (1960).
- Les temps morts (1964).
- Les escargots (1965).
- Le jeu (1975).
- Les hommes-machines (1977), pilot del llargmetratge Gandahar.
- La maîtrise de la qualité (1984).
- La prisonnière (1985).
- Comment Wang-Fo fut sauvé (1987).